# Johnny (cantor)
John Jun Suh (nascido em 9 de fevereiro de 1995), mais conhecido por seu nome artístico Johnny (hangul: 쟈니), é um cantor, rapper, dançarino e DJ norte-americano de origem sul-coreana. Foi descoberto pela SM Entertainment através da SM Global Audition em Chicago em setembro de 2007. Estreou como membro do grupo sul-coreano NCT em 2017, integrando a subunidade NCT 127. Desde novembro de 2018, Johnny apresenta seu próprio programa no YouTube, intitulado Johnny's Communication Center (JCC), um vlog que se concentra em seu estilo de vida.

## Vida e carreira

### 1995–2018
Johnny nasceu na cidade de Chicago, Illinois, nos Estados Unidos em 9 de fevereiro de 1995. Em 2007, mudou-se para Seul na Coreia do Sul, após fazer um teste para a SM Entertainment, durante a Global Selection realizada em Chicago, onde foi aceito como trainee. Nesse período passou a atender também pelo nome coreano Seo Young-ho (hangul: 서영호). Durante seu período de trainee, Johnny treinou com os membros do Exo, inclusive chegando a ser incluído nas primeiras line up do grupo. Mas acabou não estreando com o Exo em 2012. Em abril de 2012, apareceu no vídeo da música "Twinkle" do Girls' Generation-TTS. Em 15 de outubro de 2012, no relatório da ABC News que visitou a SM Entertainment, Johnny apareceu pela primeira vez nos olhos do público como trainee da agência. No ano seguinte se juntou a equipe de treinamento SM Rookies, sendo apresentado juntamento com o japonês Yuta Nakamoto e o tailandês Ten em dezembro de 2013.

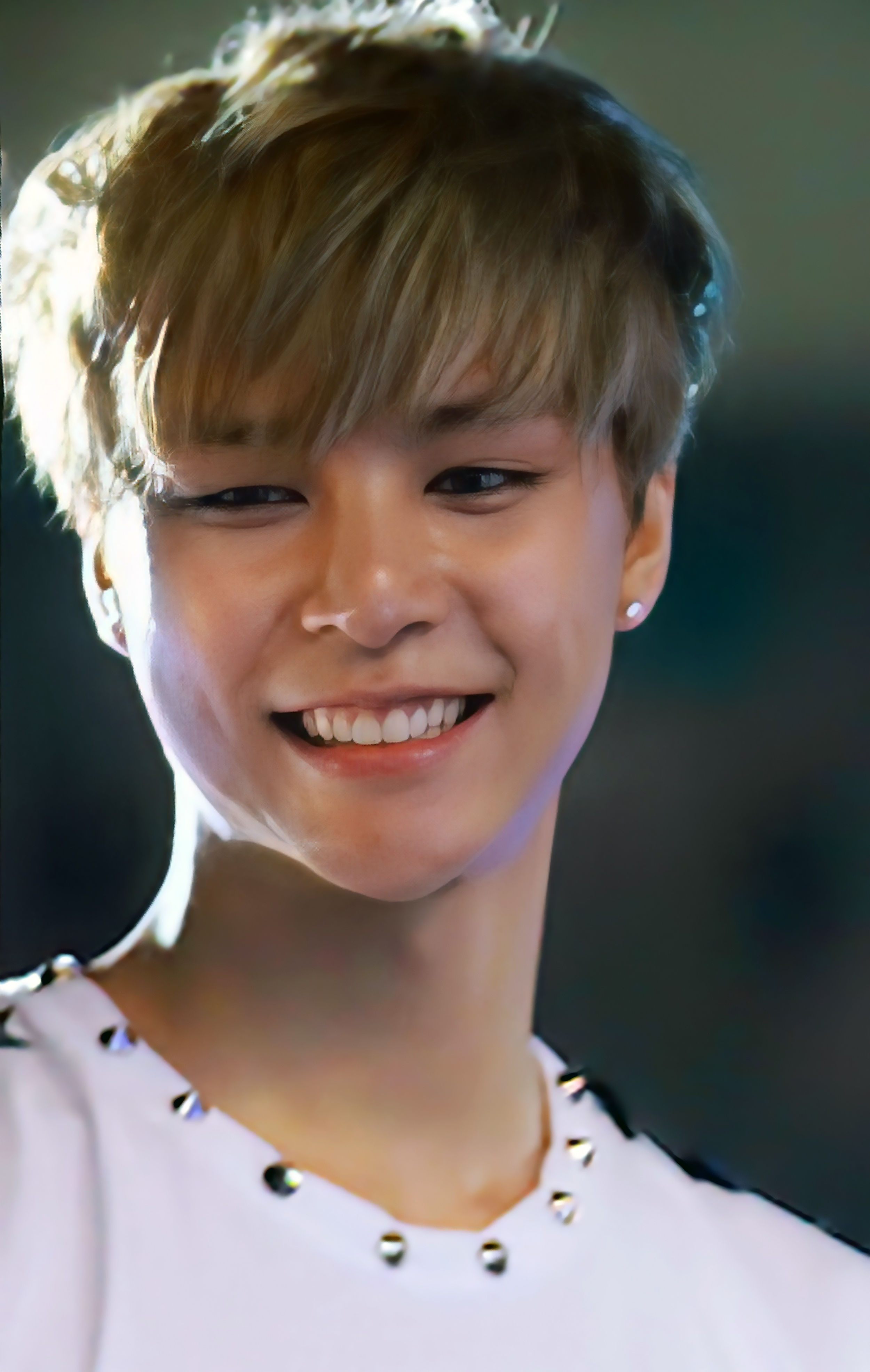
Johnny se apresentando na SM Town Live World Tour IV. (agosto de 2014)

Em 2014, estampou a edição de fevereiro da revista sul-coreana The Celebrity, juntamente com Irene, Kang Seul-gi e Lee Tae-yong. De agosto à outubro de 2014, apareceu no programa EXO 90:2014, onde estrelou o remake do vídeo musical de "Yo!". Em agosto de 2015, participou da apresentação do "SMRookies Show", planejada especialmente paro SMTown Theater. Já fevereiro do ano seguinte, foi a Bangkok, na Tailândia, para participar do show, realizado localmente.
Estampou a edição de março de 2016 da revista tailandesa Seventeen, juntamente com Lee Tae-yong, Doyoung, Ten e Jaehyun. Em abril de 2016, estrelou a primeira temporada do reality show NCT Life, intitulada NCT Life in Bangkok, exibido originalmente de 16 de abril a 2 de maio de 2016. A temporada focou-se nos SM Rookies e em sua jornada para debutar. Em agosto do mesmo ano, apareceu no vídeo musical da canção "Ready For Your Love" de J-Min. De setembro à dezembro, apresentou o programa My SMT, ao lado de Leeteuk e substituindo Doyoung. Enquanto isso em outubro de 2016, como DJ da SM Dreamstation Crew, participou do festival de música "Spectrum Dance Music Festival" com outros artistas da SM. Ainda em outubro fez uma aparição no vídeo musical de "Heartbeat" de Luna e Amber Liu. E ainda lançou a canção "Nightmare" para o projeto Station, juntamente com Yoon Do-hyun, Reddy, G2 e Inlayer, em 28 de outubro. Apareceu no vídeo musical de "Switch" do NCT 127, lançado em dezembro de 2016, antes de sua estreia oficial como membro do grupo. Ainda em dezembro foi introduzido como membro do NCT, estreando como parte da subunidade NCT 127 em janeiro de 2017, com o lançamento do EP Limitless. O álbum estreou no topo da Billboard World Albums e Gaon Album Chart. Ainda em janeiro, apareceu no Idol Star Athletics Championships, realizado no Goyang Gymnasium em Goyang, no dia 16 de janeiro e transmitido na MBC em 30 de janeiro do mesmo ano.
Em meados de fevereiro de 2017, foi jurado do Duet Song Festival durante o episódio 41. Sua participação na segunda temporada do programa Lipstick Prince como membro fixo do elenco foi confirmada em fevereiro de 2017. A temporada foi ao ar de 30 de março a 1 de junho. Em março do mesmo ano, se tornou DJ do programa de rádio da SBS NCT's Night Night!. De março a abril de 2017, estrelou a sexta temporada do NCT Life, intitulada NCT Life in Chiangmai. Ainda em abril fez uma curta aparição no nono episódio da série da Netflix Bill Nye Saves the World, no episódio intitulado "The Sexual Spectrum" que fala sobre a vida na Coreia.
No inicio de 2018, voltou a aparecer no Idol Star Athletics Championships, realizado no Goyang Gymnasium em Goyang, no dia 15 de janeiro e transmitido na MBC nos dias 15 e 16 de fevereiro do mesmo ano. Em 3 de maio, apareceu como MC especial do M Countdown. Ainda em 2018, estampou a edição de julho da revista sul-coreana Arena Homme +, ao lado de Doyoung e Jaehyun. Em meados de setembro de 2018, a SM Entertainment anunciou que o NCT 127 lançaria seu primeiro álbum de estúdio, intitulado Regular-Irregular. O lançamento do álbum foi liderado por uma performance da versão em inglês do single "Regular" e "Cherry Bomb" no Jimmy Kimmel Live! que também marcou a primeira aparição do grupo na televisão americana. O álbum estreou na primeira posição da Gaon Album Chart, além de estrear na #86 posição da Billboard 200, marcando a primeira aparição do grupo na parada de álbuns dos EUA com 8 mil cópias vendidas no país em sua primeira semana de vendas.

### 2019–presente
De 4 a 30 de janeiro de 2019, co-estrelou o Star Road: NCT 127 ao lado dos outros membros do NCT 127. Em 27 de janeiro, seu programa de rádio NCT's Night Night!, chegou ao fim. De 5 a 6 de fevereiro, apareceu no Idol Star Athletics Championships, realizado no Samsan World Gymnasium. O primeiro álbum de estúdio japonês do grupo, Awaken, foi lançado em 17 de abril de 2019. De abril a julho, estrelou o NCT 127 Hit the States, que mostra os bastidores da turnê NCT 127 1st Tour: NEO CITY - The Origin. Juntamente com os outros membros do NCT 127, Johnny estrelou o show de variedades NCT 127 Teach Me JAPAN!, sendo a primeira temporada exibida de junho a julho de 2019, e a segunda no mês de agosto daquele ano. Durante o mês de setembro de 2019, apresentou o programa NCT 127 American School 101. O programa adota o conceito de uma escola onde os membros do NCT 127 aprendem sobre a América em profundidade com Johnny como seu professor. Johnny foi um dos co-apresentadores do Idol Star Athletics Championships Chuseok, exibido nos dias 12 e 13 de setembro de 2019. Logo em seguida apareceu nos episódios 18 e 51 do programa SJ Returns 3, exibidos em 23 de setembro e 20 de outubro, respectivamente. De outubro à dezembro, estrelou o documentário NCT 127 24hr RELAY CAM. Enquanto isso em 19 de novembro, Johnny apareceu no programa Everybody Cha Cha Cha. Em dezembro de 2019, entrou para o elenco do NCT Life in Chuncheon & Hongcheon.
Em 6 de março de 2020, o NCT 127 lançou seu segundo álbum em coreano Neo Zone, para o qual Johnny co-escreveu as canções "Pandora's Box" (낮잠) e "Love Song" (우산). O álbum estreou no número cinco na Billboard 200 dos Estados Unidos com 83 mil cópias vendidas, tornando-se a primeira vez que o NCT 127 entrou no top 10 da Billboard 200, e estreou no número um no Gaon Album Chart da Coreia do Sul, tornando-se o quinto lançamento do grupo a realizar esse feito. O álbum fechou o mês de março com mais de 723 mil cópias vendidas apenas na Coreia do Sul. No mês seguinte fez parte do Star Road: The Return of NCT 127. Ainda em abril, estrelou o segundo episódio do ‘To You’, sendo um programa de estilo confessional onde um membro do NCT 127 faz uma mensagem de vídeo para outro membro e continua em uma rede de retransmissão. Em maio, apareceu no programa Late Night Punch Punch Show, apresentado por Doyoung e Jungwoo. De maio à junho de 2020, estrelou o show de variedades Office Final Round, onde o NCT 127 é dividido em três equipes que se enfrentam. De junho à julho do mesmo ano, apareceu no NCT 127 Baseball Team.
Em meados de setembro, o NCT anunciou o projeto NCT 2020, semelhante ao seu projeto NCT 2018, que combina membros de várias subunidades em um álbum. Em 20 de setembro, foi confirmado que o grupo estaria lançando seu segundo álbum, NCT 2020 Resonance Pt. 1 em 12 de outubro, apresentando todas as 4 unidades e 2 novos membros. Em sua pré-venda, o álbum ultrapassou a marca de 1 milhão de cópias vendidas apenas na Coreia do Sul. No álbum, Johnny participou das B-sides "Misfit", "Dancing In The Rain", "Faded In My Last Song" (ambas lançadas pelo NCT U, marcando a sua estreia como membro da subunidade) e "Music, Dance" (lançada pelo NCT 127). De outubro à dezembro de 2020, apareceu no reality show NCT World 2.0 ao lado dos outros membros do NCT. Para a segunda parte do segundo álbum do NCT, intitulado NCT 2020 Resonance Pt. 2 e lançado em 23 de novembro de 2020, Johnny participou de uma das faixas-título, "Work It". Johnny também participou da B-side "Raise the Roof" (lançada pelo NCT U).

## Filmografia
| Título                            | Ano        | Notas                                                                 |
| --------------------------------- | ---------- | --------------------------------------------------------------------- |
| EXO 90:2014                       | 2014       | Recorrente (Ep. 1–3)                                                  |
| Idol Star Athletics Championships | 2017       | 2017 Idol Star Atletics Championships New Year Special                |
| Duet Song Festival                | 2017       | Panelista (Ep. 41)                                                    |
| Lipstick Prince                   | 2017       | Membro regular                                                        |
| Bill Nye Saves the World          | 2017       | Episódio: "The Sexual Spectrum" (Tem. 01; Ep. 09)                     |
| NCT 127: Road to Japan            | 2017– 2018 | Membro regular                                                        |
| Idol Star Athletics Championships | 2018       | 2018 Idol Star Athletics Championships New Year Special               |
| M Countdown                       | 2018       | MC especial com Umji e Moon Bin3 de maio de 2018                      |
| Idol Star Athletics Championships | 2019       | 2019 Idol Star Athletics Championships New Year Special               |
| NCT 127 Teach Me JAPAN!           | 2019       | Membro regular                                                        |
| Idol Star Athletics Championships | 2019       | Co-apresentador2019 Idol Star Athletics Championships Chuseok Special |
| Everybody Cha Cha Cha             | 2019       | Participação                                                          |

| Título                            | Ano            | Notas                     |
| --------------------------------- | -------------- | ------------------------- |
| NCT Life in Bangkok               | 2016           | 1ª temporada do NCT Life  |
| MY SMT                            | 2016           | Apresentador (Ep.5–10)    |
| NCT Life in Chiangmai             | 2017           | 6ª temporada do NCT Life  |
| NCT Life: Hot & Young Seoul Trip  | 2018           | 8ª temporada do NCT Life  |
| Johnny's Communication Center     | 2018– presente | Apresentador              |
| Star Road: NCT127                 | 2019           | Membro regular            |
| NCT 127 American School 101       | 2019           | Apresentador              |
| SJ Returns 3                      | 2019           | Participação (Ep. 18, 51) |
| NCT 127 24hr RELAY CAM            | 2019           | Membro regular            |
| NCT Life in Chuncheon & Hongcheon | 2019– 2020     | 9ª temporada do NCT Life  |
| Star Road: The Return of NCT 127  | 2020           | Membro regular            |
| ‘To You’                          | 2020           | Membro regular            |
| Late Night Punch Punch Show       | 2020           | Membro regular            |
| Office Final Round                | 2020           | Membro regular            |
| NCT 127 Baseball Team             | 2020           | Membro regular            |

| Título             | Ano        | Notas                                            |
| ------------------ | ---------- | ------------------------------------------------ |
| Love Game          | 2017       | DJ especial24 de fevereiro de 2017               |
| NCT's Night Night! | 2017– 2019 | DJ fixo20 de março de 2017–27 de janeiro de 2019 |
| Idol Radio         | 2019       | DJ especial com Doyoung                          |

| Canção                | Ano  | Artista(s)            | Notas                                                       |
| --------------------- | ---- | --------------------- | ----------------------------------------------------------- |
| "Twinkle"             | 2012 | Girls' Generation-TTS |                                                             |
| "Yo!"                 | 2014 | Shinhwa               | Remake feito para EXO 90:2014                               |
| "Ready For Your Love" | 2016 | J-Min                 |                                                             |
| "Heartbeat"           | 2016 | Amber Luna            |                                                             |
| "Switch"              | 2016 | NCT 127 feat. SR15B   | Como parte do SM RookiesAntes de estrear como membro do NCT |

## Discografia
| Título                                                | Ano                    | Álbum                  |
| Como artista principal                                | Como artista principal | Como artista principal |
| ----------------------------------------------------- | ---------------------- | ---------------------- |
| "Nightmare" (com Yoon Do-hyun x Reddy x G2 x Inlayer) | 2016                   | SM Station Season 1    |

## Endossos
Em novembro de 2019, passou a endossar a marca de roupas tailandesa Jenim Sports Zero Odor, juntamente com Lee Tae-yong, Doyoung e Jaehyun.

## Eventos
| Título                        | Data                 | Notas                   | Ref.          |
| ----------------------------- | -------------------- | ----------------------- | ------------- |
| Spectrum Dance Music Festival | 1 de outubro de 2016 | DJ do Dreamstation Crew | [ 77 ] [ 78 ] |